# Dorfkirche Vissum

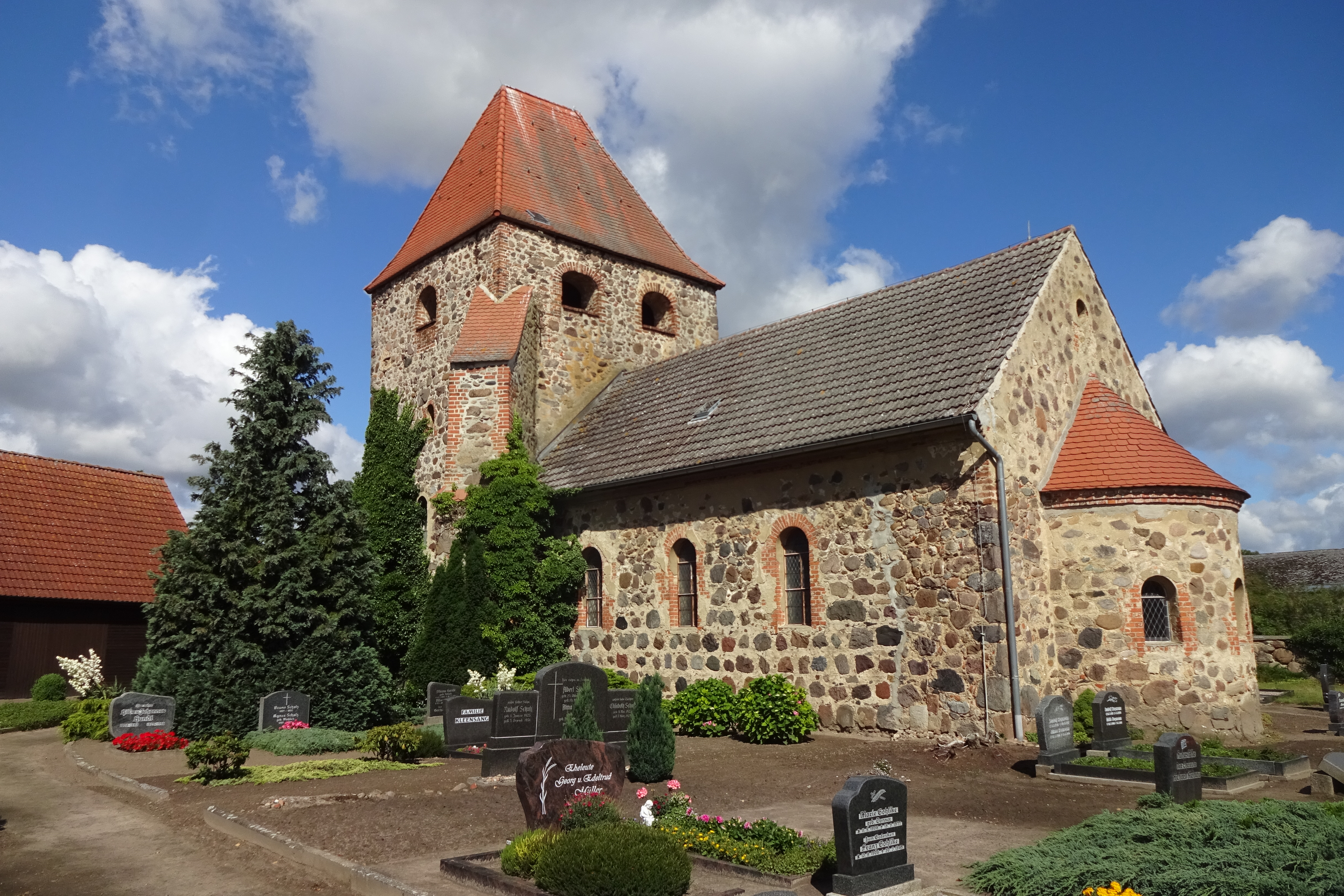
Dorfkirche Vissum

Die evangelische Dorfkirche Vissum ist im Kern vermutlich eine spätromanische Saalkirche des 13. Jahrhunderts im Ortsteil Vissum von Arendsee (Altmark) im Altmarkkreis Salzwedel in Sachsen-Anhalt. Sie gehört zum Pfarrbereich St. Georg (Salzwedel) im Kirchenkreis Salzwedel der Evangelischen Kirche in Mitteldeutschland (EKMD).

## Geschichte und Architektur
Die rechteckige Saalkirche mit halbkreisförmiger Apsis ist aus Feldsteinmauerwerk erbaut und hat einen vermutlich im 15. Jahrhundert ebenfalls aus Feldstein errichteten Westturm gleicher Breite. Sie ist mit einem hohen Satteldach gedeckt, der Turm mit Walmdach, und wird durch nachmittelalterliche Pfeiler abgestützt. An der Nordseite von Turm und Schiff sind Reste von Portalen aus Backstein zu erkennen, das Portal des Turms ist mit Laibung und abwechselnd gesinterten und roten Steinen gemauert. Ein eingreifender Umbau erfolgte im Jahr 1902, damals wurde das Innere ausgemalt sowie die Ausstattung neu arrangiert und ergänzt. Das Innere ist flach gedeckt, an der Westempore sind barocke Brüstungsfelder mit Motiven aus dem neuen Testament angebracht.

## Ausstattung und Umgebung
Auf dem Altar ist ein älterer Kruzifixus aufgestellt. Die schlichte Sandsteintaufe datiert aus dem Jahr 1708. Die Kanzel wurde vermutlich im Jahr 1902 unter Verwendung barocker Teile geschaffen. In der Nordostecke ist ein Gestühl mit Teilen aus dem Jahr 1591 und barocken Gemälden aufgestellt, darunter Darstellungen von Johannes auf Patmos und die Gregorsmesse, das Ganze wurde 1902 renoviert. Zwei weitere Figuren im Weichen Stil, welche Maria und einen heiligen König darstellen, stammen vermutlich von einem Sakramentshaus.
Der Kirchhof wird durch ein spitzbogiges Kirchhofportal aus Feld- und Backsteinen vom Ende des 15. Jahrhunderts erschlossen, dessen Laibung mit Viertelkreis profiliert ist und mit Nischen in den Zwickeln versehen ist, der obere Abschluss wurde später erneuert. In der Nähe der Kirche ist ein Schälchenstein aus der Bronzezeit erhalten.